# Cristina Vela
Cristina Martos Vela, que firma como Cristina Vela, es una historietista e ilustradora española, nacida en Jaén el 22 de diciembre de 1983.

## Biografía
Cristina Vela, aún adolescente, ingresó en la asociación Viñeta 6, dedicada a la promoción del cómic en su ciudad natal, y en cuyas revistas colabora.
Estudió Bellas Artes en la especialidad de Pintura y Escultura en la Universidad de Sevilla, ciudad en la que se estableció.
En 2008 obtuvo la licenciatura. Ganó el primer premio del IX Certamen Nacional Fernando Quiñones, otorgado por el área de Juventud del Ayuntamiento de Cádiz, por su obra Madre, inspirada en Peter Pan de James Matthew Barrie. También obtuvo el segundo premio de cómic de la Caja Mediterránea.
En 2009 ganó el certamen de cómic "Desencaja 2009" con su novela gráfica Medusas y ballenas, de tintes eróticos, editada por Bizancio Ediciones.
En 2010 ganó el "Valencia Crea 2010" y expuso en la galería Trindade de Oporto, en la "Feria Arte Lisboa" y en el "XI Encuentro del Cómic y la Ilustración de Sevilla".